# Graveley (Hertfordshire)
Pour les articles homonymes, voir Graveley.
Graveley est une paroisse civile et un village du Hertfordshire, en Angleterre.